# Pennington megye (Minnesota)
Pennington megye az Amerikai Egyesült Államokban, azon belül Minnesota államban található. Megyeszékhelye és legnagyobb városa Thief River Falls. Lakosainak száma 13 992 fő (2020. április 1.). Pennington megye Marshall, Red Lake, Beltrami, Clearwater és Polk megyékkel határos.

## Népesség
A megye népességének változása:
| Lakosok száma | 13 945 | 14 026 | 14 080 | 14 118 | 14 219 | 13 992 |
|               | 2010   | 2011   | 2012   | 2013   | 2015   | 2020   |